# Buitenlandse U-boten
Buitenlandse U-boten was de naam van een divisie van de nazi-Duitse Kriegsmarine die speciaal was opgericht om veertien buitgemaakte buitenlandse onderzeeërs te beheren.
Gedurende de Tweede Wereldoorlog veroverde de Duitse marine zestien onderzeeboten waarvan er veertien in gebruik werden genomen bij de Duitse marine. De drie Franse onderzeeboten en drie van de Nederlandse onderzeeboten, O 25, O 26 en O 27, waren nog in aanbouw en daardoor niet in staat te vluchten, toen beide landen werden aangevallen door Duitsland. De Italiaanse onderzeeboten lagen in Franse havens die in Duitse handen waren, toen Italië de kant van de geallieerden koos. De Britse onderzeeboot HMS Seal is de enige onderzeeboot die op volle zee door de Duitse marine is veroverd.
De divisie buitenlandse onderzeeboten was niet erg succesvol. In totaal wisten deze 14 onderzeeboten negen geallieerde schepen tot zinken brengen, waarvan zeven door de UA.
- UA (Een door Turkije bestelde onderzeeboot die niet door de Duitsers werd opgeleverd)
- UB (voormalige Britse onderzeeboot de HMS Seal)
- U-C1 (voormalige Noorse onderzeeboot B-5)
- U-C2 (voormalige Noorse onderzeeboot B-6)
- U-D1 (voormalige Nederlandse Onderzeeboot O 8, voormalige Britse onderzeeboot H 6)
- U-D2 (voormalige Nederlandse Onderzeeboot O 12)
- U-D3 (voormalige Nederlandse Onderzeeboot O 25)
- U-D4 (voormalige Nederlandse Onderzeeboot O 26)
- U-D5 (voormalige Nederlandse Onderzeeboot O 27)
- U-F1 (voormalige Franse Onderzeeboot L'Africaine, nooit in Duitse dienst genomen)
- U-F2 (voormalige Franse Onderzeeboot La Favorite)
- U-F3 (voormalige Franse Onderzeeboot L'Astrée, nooit in Duitse dienst genomen)
- UIT-22 (Voormalige Italiaanse Onderzeeboot Alpino Bagnolini)
- UIT-23 (Voormalige Italiaanse Onderzeeboot Reginaldo Giuliani)
- UIT-24 (Voormalige Italiaanse Onderzeeboot Comandante Capellini)
- UIT-25 (Voormalige Italiaanse Onderzeeboot Luigi Torelli)